# Kerncentrale Dodewaard

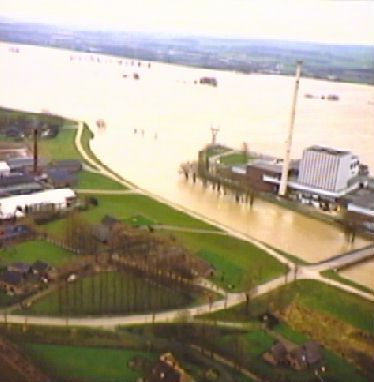
Luchtfoto van de centrale tijdens hoogwater

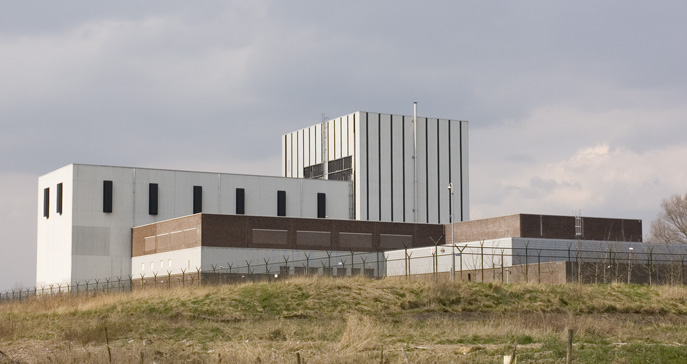
De centrale in 2007, gezien vanaf de rivieroever

De Kerncentrale Dodewaard is een voormalige kerncentrale in de Nederlandse plaats Dodewaard. De centrale was in bedrijf van 1969 tot 1997. De centrale is in veilige insluiting; sloop van de nog niet ontmantelde, inwendig radioactief besmette gebouwen, staat voor 2045 gepland.

## Werking
De centrale is gebouwd op 13,2 meter boven NAP om veilig te staan in tijden van hoogwater. Voor de aan- en afvoer van materiaal beschikte de centrale over een brug over een strang van de Waal, een dode zijarm. De centrale had een kleine haven waaruit ook het koelwater werd opgepompt.
De centrale was een kokendwaterreactor (BWR) met natuurlijke circulatie, ofwel een "passief-veilige kokendwaterreactor". Het vermogen was 58 megawatt (MW) - in de jaren 1960 voldoende om een stad als Arnhem van stroom te voorzien. De centrale heeft 28 jaar lang met een hoge beschikbaarheid gedraaid, aangesloten op het landelijke elektriciteitsnet.

## Geschiedenis
Kerncentrale Dodewaard was de eerste kerncentrale voor elektriciteitsproductie in Nederland. In de jaren 1950 groeide vanuit de politiek en de industrie de roep om een kerncentrale in Nederland. Na een eerste onderzoek in opdracht van de Samenwerkende Energie Producenten (SEP) naar de bouw van een centrale met een vermogen van 150 MW (de 'Commissie Roodenburg' in 1957), werd geconcludeerd dat dit technisch mogelijk was, maar financieel niet haalbaar. De in 1959 ingestelde 'Commissie Kernenergiecentrale' kwam tot een aangepast plan voor een centrale van 50 MW, die zowel technisch als economisch verantwoord was. Voor deze centrale werd in 1961 een kokendwaterreactor van General Electric gekozen.
De financiering kwam van het Ministerie van Economische Zaken, de elektriciteitsbedrijven, Euratom en enkele leningen. De onderdelen werden zoveel mogelijk in Nederland vervaardigd, door bedrijven als Stork, Werkspoor, Philips, NV Hollandse Signaalapparaten en NV Rotterdamsche Droogdok Maatschappij. Als vestigingsplaats werd Dodewaard uitgekozen vanwege de aanwezigheid van voldoende koelwater uit de Waal, de aanwezigheid van een onderstation van het landelijke elektriciteitsnet en de nabijheid van Arnhem, waar veel van de betrokken bedrijven waren gevestigd.
De NV Gemeenschappelijke Kernenergiecentrale Nederland (GKN) werd in 1965 opgericht als eigenaar en exploitant van de kerncentrale. GKN werd opgericht omdat de energieproducenten en de Nederlandse Staat ervaring wilden opdoen met het opwekken van kernenergie. De provinciale elektriciteitsbedrijven, samenwerkend in de Arnhemse Instellingen van de elektriciteitsbedrijven waren de oorspronkelijke aandeelhouders.
De bouw begon in 1965 en de kernreactor werd in het bijzijn van koningin Juliana op 26 maart 1969 in gebruik genomen. Hoofddoel was het opdoen van kennis en ervaring met het opwekken van elektriciteit door middel van kernsplijting. Om die reden, hoewel het een relatief kleine centrale betrof, was de kerncentrale zo opgezet dat het alle eigenschappen had van een grotere centrale.

## Protest
Vanaf de jaren 1970 begon de maatschappelijke weerstand tegen kernenergie toe te nemen. Het ongeval bij de kerncentrale Three Mile Island in Harrisburg in de Verenigde Staten in 1979 bracht in Nederland een politieke discussie teweeg. In 1981 waren er meermaals protesten van de antikernenergiebeweging bij de centrale in Dodewaard. In 1982 werd de Centrale Organisatie voor Radioactief Afval (COVRA) opgericht, voor de opslag van radioactieve afvalstoffen.

## Sluiting
Oorspronkelijk zou de centrale reeds in 1994 sluiten, maar in 1986 werd besloten om deze sluitingsdatum tot 1998 op te schuiven. Na 1994 zou volgens de toenmalige GKN-directeur onder meer het potje voor de toekomstige ontmanteling reeds gevuld zijn, zodat de productie van stroom na deze jaren zeer goedkoop zou kunnen plaatsvinden. Het eigendom van de centrale ging in 1989 over naar de SEP, omdat een elektriciteitsbedrijf volgens de nieuwe Elektriciteitswet alleen zelfstandig mag draaien met een capaciteit van ten minste 2500 MW. Hoewel de SEP in 1991 de wens uitspreekt om de centrale tot 2002 open te houden en er in 1996 nog een vergunning tot 2004 wordt verstrekt, wordt kort hierna geconcludeerd dat in Nederland een ongunstig politiek klimaat jegens kernenergie heerst, en bovendien wordt de centrale wegens zijn geringe vermogen niet meer rendabel bevonden. Ook kon de centrale, die gemeenschappelijk eigendom was, niet meer worden ingepast in de geliberaliseerde energiemarkt. Op 26 maart 1997 werd de centrale uit bedrijf genomen.
De centrale is daarop gefaseerd buiten werking gesteld. Eerst werd de aanwezige splijtstof afgevoerd om in het Verenigd Koninkrijk te worden opgewerkt in de opwerkingsfabriek van Sellafield. Daarna keerde dit terug naar Nederland om uiteindelijk bij COVRA in Borssele opgeslagen te worden. Het natte radioactieve afval werd gecementeerd en eveneens opgeslagen bij COVRA. De installatie werd omgebouwd tot een zogenaamde "veilige insluiting", waarbij de overgebleven radioactiviteit hermetisch ingesloten wordt. Deze insluiting blijft 40 jaar in bedrijf. In die periode neemt de radioactiviteit van kortlevende isotopen substantieel af (zie halfwaardetijd - alle isotopen met een halfwaardetijd van 4 jaar of korter zijn vrijwel volledig verdwenen, en alle isotopen met een halfwaardetijd van 40 jaar of minder zijn minstens gehalveerd in radioactiviteit). Het hele complex zal daarna afgebroken worden en het terrein wordt weer deel van de weiden in de uiterwaarden.
Zowel de bijgebouwen als de ventilatieschacht zijn in de jaren na sluiting afgebroken. Op 9 april 2003 is de laatste splijtstof uit de centrale afgevoerd en op 1 juli 2005 was het ombouwproces gereed en is de 40-jarige wachttijd ingegaan. Het complex wordt gedurende deze periode permanent bewaakt door drie operators en een beveiligingsbedrijf.
Door de invoering van de Elektriciteitswet van 1998 wordt de Nederlandse elektriciteitsmarkt conform de Europese richtlijnen definitief geliberaliseerd. Als gevolg hiervan gaat het eigendom van GKN en de inmiddels gesloten kerncentrale in 2001 over van de ontbonden SEP naar de rechtsopvolger BV Nederlands Elektriciteit Administratiekantoor (NEA), met als aandeelhouders Engie, EPZ, NUON en Uniper.
Op 21 mei 2020 brak er brand uit op het dak van de centrale, als gevolg van werkzaamheden. Bij deze brand is geen straling vrijgekomen. De brand woedde in de isolatielaag aan de buitenkant van het gebouw en was redelijk snel onder controle.

## Ontmanteling
De definitieve ontmanteling is gepland vanaf 2045. De GKN beheert de centrale en zorgt omstreeks 2045 voor de afbraak van de laatste gebouwen. In 2010 ontstond twijfel of het bedrag dat gereserveerd is voor de sloop wel voldoende is. Gedurende het werkzame bestaan van de kerncentrale is dit bedrag opzij gezet zodat het, na verdere toename door beleggingen en rente, de kosten voor de ontmanteling in 2045 zou moeten dekken. Na de eeuwwisseling was aanvankelijk het plan dat de aandelen in GKN van NEA zouden worden overgedragen aan de COVRA, dat de ontmanteling verder zou overzien.
Het ministerie van Vrom stelt in 2007 echter dat er te weinig geld in het ontmantelingsfonds zou zitten, waardoor een overdracht onwenselijk is. De Staat stelt dat NEA hiervoor aansprakelijk is en stapte in 2017 naar de rechter. NEA, dat van mening is dat er voldoende geld beschikbaar is, verweert zich tegen deze stelling van de Staat en wijst erop dat de kerncentrale gedurende zijn werkzame bestaan altijd in overheidshanden is geweest en dus door de overheid is geëxploiteerd en beheerd. Het principe van “de vervuiler betaalt” is daarom volgens de aandeelhouders in dit geval niet op hen van toepassing. Bovendien heeft de kerncentrale nooit geld opgeleverd omdat ervaring opdoen met de techniek het hoofddoel was. Als er in die tijd te weinig geld beschikbaar is gekomen voor de ontmanteling, dan is dit omdat de elektriciteitsverbruikers te weinig voor de stroom hebben betaald, zo stellen de aandeelhouders. In 2017 bood NEA aan om eenmalig €25 miljoen aan het ontmantelingsfonds toe te voegen, teneinde de overdracht door te laten gaan. In september 2018 heeft de Staat de onderhandelingen echter afgebroken. In 13 december 2024 hebben NEA en de Staat alsnog een akkoord gegaan na onderhandeling. De Staat betaalt een symbolische bedrag van 1 euro om alle aandelen van NEA te overnemen. De vermogen van GKN zal worden gebruikt om hele kerncentrale te slopen. Het bedraagt 180 miljoen euro. Het heeft echter geen rekening met eventuele inflatie en economische ontwikkeling. Daarom zal de Staat ongeveer 350 miljoen euro moeten bijboeken om toekomstige gestegen sloopkosten te dekken.  .Dit vermogensbeheer van GKN zal worden overdragen aan COVRA.